# Pannecières
Pannecières település Franciaországban, Loiret megyében. Lakosainak száma 116 fő (2022. január 1.). Pannecières Autruy-sur-Juine, Sermaises, Thignonville, Arrancourt és Le Mérévillois községekkel határos.

## Népesség
A település népességének változása:
| Lakosok száma | 95   | 100  | 117  | 121  | 124  | 127  | 131  | 138  | 131  | 116  |
|               | 1968 | 1982 | 1990 | 2006 | 2013 | 2015 | 2017 | 2019 | 2020 | 2022 |